# Hamengkurat III
Amangkurat III, parfois orthographié Amengkurat III, est le sunan (souverain) de Mataram qui régna de 1703 à 1708. Succédant à son père Amangkurat II dans une situation de conflit avec son oncle, le pangeran Puger, il est évincé par ce dernier qui obtient l'aide de la compagnie néerlandaise des Indes orientales (VOC) et finit par lui succéder sous le nom de Pakubuwono Ier. Amangkurat III est capturé et exilé sur l'île de Ceylan où il meurt en 1734.

## Biographie
À la fin du règne d'Amangkurat II, la cour est divisée entre les partisans du fils du roi qui devient Amangkurat III et ceux de pangeran Puger, le frère cadet du roi. À la mort du souverain en 1703, le conflit avec Puger continue et Amangkurat III le fait enfermer avec une partie de sa famille dans les cages des tigres notamment utilisés lors des rampokan macan. Puger s'enfuit de la cour de Kartasura en mars 1704. Il contacte la compagnie néerlandaise des Indes orientales (VOC) pour les convaincre qu'Amangkurat III et Surapati complotent contre la VOC et Cakra Adiningrat II de l'île de Madura. En juin 1704, la VOC reconnaît Puger comme le sunan Pakubuwono Ier et déclenche la première guerre de Succession javanaise (1704-1708).
L'oncle justifie la confiscation du trône à son neveu en prétendant qu'il a vu et recueilli une « lumière grosse comme un grain de poivre » sur la dépouille de son frère, ce qui est vu dans la mythologie javanaise comme l'andaru, la foudre de la royauté, qui apparaît lorsque la monarchie est menacée.
Amangkurat III voit nombre de ses alliés prêter allégeance à Pakubuwono Ier et lorsque les troupes de son oncle s'avancent vers Kartasura en septembre 1705, il n'a d'autres choix que de fuir pour rejoindre Surapati. En 1706, Surapati est tué. La guerre de succession est de grande ampleur, et est marquée par l'adoption très rapide des innovations militaires européennes du XVIIe siècle comme la grenade ou la baïonnette par les troupes javanaises. En 1708, Amangkurat III accepte de négocier avec la VOC mais il est arrêté puis exilé à Ceylan où il mourra en 1734.